# Das vierte Protokoll
Das vierte Protokoll ist ein Thriller des britischen Autors Frederick Forsyth, der im Jahre 1984 veröffentlicht und im Jahre 1987 verfilmt wurde.

## Titel
Der Titel Das vierte Protokoll bzw. der englische Originaltitel The Fourth Protocol spielt auf – fiktive – geheime Zusatzprotokolle zum Atomwaffensperrvertrag an. Das vierte dieser Zusatzprotokolle ist dabei eine Vereinbarung zwischen den damaligen Atommächten – den USA, Großbritannien und der Sowjetunion –, welche diese Staaten verpflichtet, keine Atomwaffen auf unkonventionellem Weg, z. B. durch Schmuggel, in ein anderes Land zu bringen und dort zu zünden.

## Inhalt
Das Buch spielt zur Zeit des Kalten Krieges hauptsächlich in Großbritannien.
Am Silvesterabend 1986 stiehlt der professionelle Einbrecher Jim Rawlings aus der Wohnung eines hochrangigen Regierungsbeamten ein wertvolles Diamantenkollier. Der zum Transport des Diebesguts ebenfalls gestohlene Aktenkoffer enthält, wie Rawlings wenig später bemerkt, in einem verborgenen Fach auch einige höchst geheime Dokumente. Als Patriot sendet er diese Dokumente anonym an den britischen Inlandsgeheimdienst MI5.
Zur gleichen Zeit behauptet der enttarnte britische Doppelagent Kim Philby, der nun in Moskau lebt, auf einer Party, die britische Demokratie sei weit instabiler als man in der Sowjetunion üblicherweise annehme. Auf persönliche Bitte des Generalsekretärs der KPdSU, dem davon berichtet wurde, führt Philby aus, dass bei den in den kommenden 18 Monaten zu erwartenden britischen Parlamentswahlen die Labour-Party gute Chancen auf einen Wahlsieg habe. Außerdem erklärt er, praktisch alle Schlüsselfunktionen innerhalb dieser Partei seien langsam, aber kontinuierlich von Personen aus dem Flügel der extremen Linken besetzt worden. Offiziell werde unter Neil Kinnock ein gemäßigt linker Kurs verfolgt, nach einem Wahlsieg aber würden die extremen Linken Neil Kinnock parteiintern absetzen und ein marxistisch-leninistisches System in Großbritannien einführen, aus der NATO austreten und massiv einseitig abrüsten. Der Generalsekretär beauftragt Philby daraufhin, mit General Marchenko von der GRU, einem Akademiker namens Krilov und dem Physiker, Schachspieler und Freund des Generalsekretärs Rogov, den „Plan Aurora“ auszuarbeiten, der den Wahlsieg von Labour sichern soll. Der Generalsekretär ist bereits ein alter Mann, der vor Jahren mit großen Zielen den obersten Posten in der Sowjetunion angetreten hat. Er muss sich jedoch eingestehen, dass er keines seiner Ziele verwirklichen konnte, weshalb er verzweifelt versucht, mit dem „Plan Aurora“ noch seinen letzten großen Coup zu landen und sich zu verewigen.
In Großbritannien liefert der MI5-Agent John Preston dem Vizechef des MI5 Brian Harcourt-Smith einen Bericht über die extreme Labour-Linke ab. Dieser ist jedoch gerade dabei, alle Schlüsselpositionen mit seinen Protegés zu besetzen und lässt Prestons Bericht archivieren; Preston selbst wird in eine andere Abteilung versetzt. So wird er jedoch für den Fall mit den gestohlenen Dokumenten zuständig. Preston kann dabei herausfinden, dass es sich bei der undichten Stelle um George Berenson handelt, einen Antikommunisten und vehementen Unterstützer Südafrikas. Harcourt-Smith versucht zwar, Preston von dem Fall abzuziehen, Sir Nigel Irvine, Chef des Secret Intelligence Service und dessen krebskranker Freund und Noch-Chef des MI5, Sir Bernard Hemmings, setzen Preston weiterhin auf den Fall an. Preston entdeckt nun, dass Berensons Agentenführer Jan Marais, der vorgibt, für Südafrika tätig zu sein, unter falscher Flagge für die Sowjetunion arbeitet. Völlig gebrochen willigt Berenson ein, fortan als Doppelagent zu arbeiten und Jan Marais mit Falschinformationen zu versorgen.
Inzwischen hat eine kleine Gruppe unter der Führung von Philby mit der Ausführung von „Plan Aurora“ begonnen, ohne aber das KGB miteinzubeziehen. Der Topagent Valeri Petrofsky wird unter dem Namen Duncan Ross nach England eingeschleust, wo er sich in Ipswich niederlässt. Von hier aus fährt er durch ganz Großbritannien, um verschiedene, harmlos aussehende Gegenstände einzusammeln, welche von Kurieren aus dem Ostblock ins Land gebracht werden.
Einer der ersten Kuriere, ein sowjetischer Seemann, wird in Glasgow von Jugendlichen zusammengeschlagen, bevor er Petrofsky treffen kann. John Preston, inzwischen von Harcourt-Smith erneut versetzt, wird auf den Fall aufmerksam, da der Seemann im Spital ohne sichtbaren Anlass Suizid begeht. Unter seinen wenigen Habseligkeiten finden sich drei Metallscheiben. Preston bringt diese zu einem Experten eines britischen Waffenforschungsinstituts, welcher zwei der Scheiben als Aluminium und die dritte als reines Polonium identifiziert, welches ausschließlich zum Bau von Atombomben verwendet werden könne. Fortan glaubt Preston, dass sich ein sowjetischer Agent in England befindet, der eine Atombombe zusammenbaut, jedoch wird er von Harcourt-Smith beurlaubt. Daraufhin sucht er nun verdeckt im Auftrag von Sir Nigel Irvine nach weiteren Kurieren.
In Moskau vermutet General Karpov, Chef der Abteilung für illegale Operationen des KGB, dass eine große Aktion in Großbritannien im Gange ist, von der man ihn nicht informiert hat, obwohl er jahrelang Chef der Abteilung für Großbritannien war. Erzürnt darüber stellt er Ermittlungen an und erpresst schließlich den Akademiker Krilov. Von diesem erfährt er, dass Krilov mit Philby, General Marchenko und Rogov einen Plan mit dem Decknamen „Aurora“ ausgearbeitet habe. Dieser habe das Schmuggeln einer Atombombe nach England durch zehn Kuriere umfasst, welche dort von einem Techniker und einem Agenten zusammengebaut und anschließend vom Agenten in der Nähe eines amerikanischen Stützpunktes in England gezündet werden sollte. Das Ganze hätte die britische Öffentlichkeit glauben lassen sollen, eine amerikanische Atombombe sei versehentlich explodiert, was in eine Welle von Anti-Amerikanismus und Pazifismus umgeschlagen wäre, womit Labour und damit der extremen Linken der Wahlsieg sicher gewesen wäre. Jedoch habe der Generalsekretär die Idee verworfen und allen vier Beteiligten absolutes Stillschweigen verordnet.
Währenddessen geht John Preston kein weiterer Kurier ins Netz. Nach einem Monat vergeblicher Suche wird am Flughafen Heathrow jedoch ein vermeintlicher Österreicher namens Franz Winkler identifiziert, der in Wahrheit Tscheche ist und sich sehr auffällig verhält. Winkler fährt mit der Bahn nach Chesterfield, wobei er es fast schafft, die Beschatter abzuhängen und verschwindet dort in einem Haus, das zwei Griechen gehört, welche im griechischen Bürgerkrieg auf kommunistischer Seite gekämpft hatten. Preston ist nun gezwungen, das Haus eine ganze Woche lang verdeckt zu überwachen. Kurz bevor auch Sir Bernard Hemmings der Geduldsfaden reißt, erscheint Petrofsky doch noch in besagtem Haus, um einen letzten Funkspruch über einen geheimen Sender in die Heimat abzusetzen. Nach einer weiteren Verfolgung, welche sich aufgrund eines Peilsenders recht einfach gestaltet, landen Preston und sein Team vor einer Garage, in welcher sie Petrofsky vermuten. Dieser hat jedoch nur das Fahrzeug gewechselt und ist wieder entkommen. 
Aufgrund von Straßensperren wegen einer großen Friedensdemonstration ist Petrofskys weiterer Fluchtweg jedoch eingeschränkt, weshalb Preston mithilfe eines Helikopters und eines Tricks den Agenten wieder einholen kann. In Petrofskys Haus liegt inzwischen die fertige Atomwaffe bereit. Ein sowjetischer Techniker hat sie am Tag zuvor zusammengebaut, er wurde anschließend von Petrofsky auftragsgemäß getötet und in einem Wald verscharrt. Preston hat inzwischen ein SAS-Team angefordert, welches das Haus ein paar Stunden später stürmt. Obwohl Petrofsky schwer verwundet zusammengebrochen ist, erschießt ihn der Kommandant des SAS-Teams gegen Prestons Willen. Bevor Petrofsky stirbt, sagt er noch ein letztes Wort: „Philby“.
Im letzten Kapitel konfrontiert Preston Sir Nigel Irvine mit seiner Vermutung, Philby habe „Plan Aurora“ selbst verraten, um im Gegenzug seinen Lebensabend in seiner Heimat Großbritannien verbringen zu können. Wegen des Schadens für die Sowjetunion sei auch der Tod von Petrofsky vereinbart gewesen. Nigel Irvine belehrt ihn jedoch eines Besseren: Er selbst habe den Agenten enttarnt, in dem er mit dem erzürnten General Karpov indirekt ein Abkommen getroffen habe, dass Karpov ihm den Standort des Senders offenbart und Sir Nigel Irvine im Gegenzug dafür gesorgt habe, dass Petrofsky nicht lebend gefangen wird, um so größeren Schaden von der Sowjetunion abzuwenden.
Das Buch endet damit, dass Brian Harcourt-Smith aufgrund seiner totalen Fehleinschätzung der Gefahr durch einen sowjetischen Agenten nahegelegt wird, den MI5 zu verlassen, woraufhin er einen Posten als Vorstand einer Bank annimmt. Preston verlässt den MI5 ebenfalls und wechselt zu einer Sicherheitsfirma, wo er ein Vielfaches verdient und sich so endlich die Scheidung – mit Sorgerecht für seinen Sohn, an dem er sehr hängt – leisten kann. Sir Nigel Irvine und Sir Bernard Hemmings gehen in Pension, wobei letzterer noch im selben Jahr stirbt. Jan Marais wird von den südafrikanischen Behörden in Gewahrsam genommen, während George Berenson, weil er sich hat „umdrehen“ lassen, von der Strafverfolgung verschont bleibt und seinen Lebensabend in der Karibik verbringen kann. Als General Karpov erfährt, dass sein Spion Berenson die Seiten gewechselt hat und Nigel Irvine über einen Doppelagenten andeuten lässt, dass Berenson von Anfang ein Doppelagent war, muss er sich eingestehen, dass seine jahrelange Spionagearbeit nutzlos war. Das Buch endet mit dem Satz: „Das war des Meisters letzter Streich“.

### Wichtigste Personen

#### Briten
- John Preston: Britischer Geheimagent und Hauptfigur des Romans
- Sir Nigel Irvine: Chef des britischen Auslandsgeheimdienstes MI6
- Sir Bernard Hemmings: krebskranker Chef des britischen Inlandsgeheimdienstes MI5
- Brian Harcourt-Smith: Vizechef des MI5 und aufgrund der Krankheit von Sir Hemmings de facto Chef des MI5
- George Berenson: hochrangiger Angestellter im öffentlichen Dienst, glaubt, für Südafrika zu spionieren, spioniert aber in Wahrheit für die SU
- Harold "Kim" Philby: enttarnter englisch-sowjetischer Doppelagent, der nun in Moskau lebt

#### Sowjetrussen
- Generalsekretär der KPdSU: mächtigster Mann in der SU, desillusioniert und alt will er sich vor seinem Abgang noch verewigen
- General Karpov: Chef der Abteilung für illegale Aktionen des KGB, mag es nicht, wenn man ihn übergeht
- Krilov: Akademiker und Spezialist für Großbritannien, an der Ausarbeitung von Plan Aurora beteiligt
- General Marchenko: hochrangiger Funktionär im GRU, an der Ausarbeitung von Plan Aurora beteiligt
- Rogov: Schachprofi und Nuklearphysiker sowie persönlicher Freund des Generalsekretärs und an der Ausarbeitung von Plan Aurora beteiligt
- Valeri Petrofsky: Topagent des KGB, wird dem KGB "entrissen" und nach England geschickt

#### Südafrikaner
- Jan Marais: überzeugter Kommunist und Agent des KGB

## Verlag
Ursprünglich wurde das Buch von Hutchinson & Co. verlegt. Inzwischen ist dieser Verlag jedoch Teil der Bertelsmann-Tochter Penguin Random House, welche das Buch nun unter dem Namen arrow books vertreibt.

## Reale Hintergründe
Wie für Frederick Forsyth typisch, sind die Fakten gut recherchiert, lediglich die eigentliche Story ist fiktiv. Die im Buch erwähnten Personen wie Premierministerin Margaret Thatcher, Doppelagent Kim Philby sowie der Vorsitzende der Labour-Party, Neil Kinnock sind reale Persönlichkeiten. Auch hatte z. B. die Labour-Party Mitte der 80er-Jahre wirklich einen enormen politischen Linksrutsch durchgemacht und die Beschreibung des Aufbaus des Special Air Service entspricht der Realität.

## Adaptionen
1987 wurde das Buch unter gleichem Namen mit den Hauptdarstellern Pierce Brosnan und Michael Caine verfilmt. Im Gegensatz zum Buch lässt der Film die politischen Konflikte innerhalb der Labour-Party und den Juwelendiebstahl außen vor.
Des Weiteren gibt es noch ein Computerspiel von 1985, das auf dem Buch beruht.

## Quelle
- Forsyth, Frederick (1984): The Fourth Protocol, arrow books, 444 Seiten, ISBN 0-09-158630-5
  - Deutsch: Das vierte Protokoll. Übersetzt von Rolf und Hedda Soellner. Piper Verlag, München 1984, 500 Seiten, ISBN 978-3-492-02910-0